# Dzierżysław
Dzierżysław (deutsch Dirschel, tschechisch Dršlav) ist eine Ortschaft in Oberschlesien. Der Ort liegt in der Gmina Kietrz im Powiat Głubczycki in der Woiwodschaft Oppeln in Polen.

## Geographie

### Geographische Lage
Das Angerdorf Dzierżysław liegt sechs Kilometer südwestlich des Gemeindesitzes Kietrz, 24 Kilometer südöstlich der Kreisstadt Głubczyce (Leobschütz) sowie 85 Kilometer südlich der Woiwodschaftshauptstadt Opole (Oppeln). Zwei Kilometer westlich des Dorfes verläuft die Grenze zu Tschechien. Der Ort liegt in der Nizina Śląska (Schlesische Tiefebene) innerhalb der Płaskowyż Głubczycki (Leobschützer Lößhügelland). Durch den Ort verläuft die Woiwodschaftsstraße Droga wojewódzka 420.

### Nachbarorte
Nachbarorte von Dzierżysław sind im Nordosten der Gemeindesitz Kietrz (Katscher), im Süden Rozumice (Rösnitz) und im Westen Lubotyń (Liptin). Jenseits der tschechischen Grenze liegt im Osten Třebom (Thröm).

## Geschichte

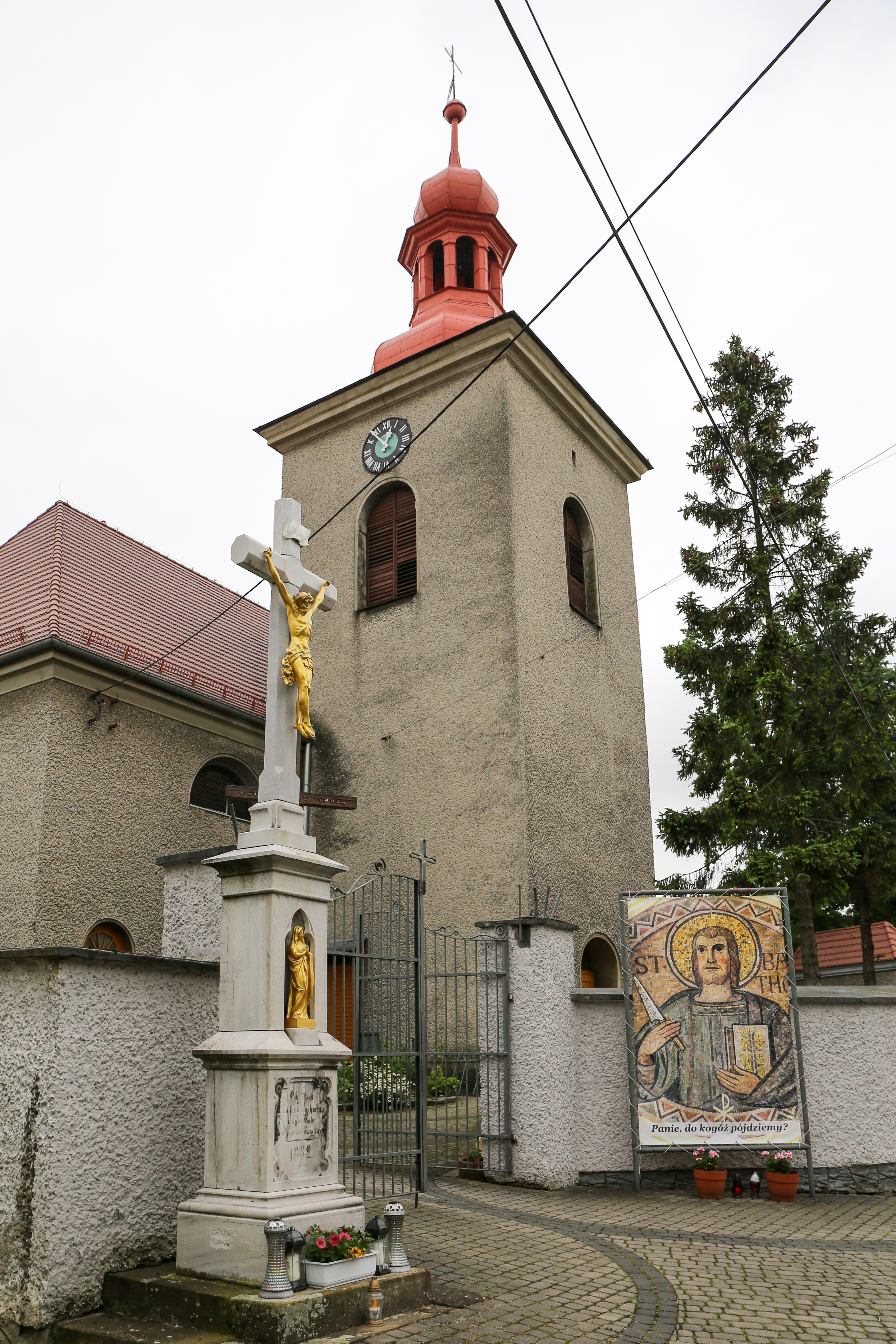
Bartholomäuskirche

Der Ort wurde 1256 erstmals als Dirsizlawe erwähnt. 1377 erfolgte eine Erwähnung als Dirslaw sowie 1451 als Drslaw. Der Ortsname leitet sich vom slavischen Personennamen Dzierżysfaw ab, das Dorf des Dzierżysfaw.
Im Dreißigjährigen Krieg wurde das Dorf 1641 von schwedischen Truppen niedergebrannt. Nach dem Ersten Schlesischen Krieg 1742 fiel Dirschel mit dem größten Teil Schlesiens an Preußen. Die Kirche war bis 1810 eine Tochterkirche der Pfarrei Thröm.
Nach der Neuorganisation der Provinz Schlesien gehörte die Landgemeinde Dirschel ab 1816 zum Landkreis Leobschütz im Regierungsbezirk Oppeln. 1845 bestanden im Dorf ein Schloss, ein Vorwerk, eine evangelische Schule, eine katholische Pfarrkirche, eine katholische Schule, eine Brauerei, eine Brennerei, ein Wirtshaus, zwei Wassermühlen und 229 Häuser. Im gleichen Jahr lebten in Dirschel 1188 Menschen, davon 284 evangelisch und vier jüdisch. 1861 zählte Dirschel 1380 Einwohner sowie 19 Bauern-, 26 Gärtner- und 123 Häuslerstellen sowie fünf Windmühlen und zwei Wassermühlen. Die katholische Schule zählte im gleichen Jahr 147 Schüler, die evangelisch wiederum 68 Schüler. 1874 wurde der Amtsbezirk Dirschel gegründet, welcher die Landgemeinden Dirschel und Liptin und die Gutsbezirke Dirschel und Liptin umfasste.
Bei der Volksabstimmung in Oberschlesien am 20. März 1921 stimmten in Dirschel 1213 Personen für einen Verbleib bei Deutschland und 3 für Polen. Dirschel verblieb wie der gesamte Stimmkreis Leobschütz beim Deutschen Reich. 1933 zählte der Ort 1615 sowie 1939 1516 Einwohner. Bis 1945 gehörte der Ort zum Landkreis Leobschütz. Am 24. März 1945 flüchtete die Bevölkerung in Richtung Sudetenland. Am 25. März wurden großen Teile des Dorfes durch sowjetische Fliegerbomben zerstört. Am 1. April 1945 nahm die Rote Armee Dirschel ein.
1945 kam der bisher deutsche Ort unter polnische Verwaltung, wurde in Dzierżysław umbenannt und der Woiwodschaft Schlesien angeschlossen. Im Mai 1945 kehrte ein Großteil der zuvor geflüchteten Bevölkerung zurück. Mitte September 1945 wurde die deutsche Bevölkerung, bis auf den Ortspfarrer, die Ordensschwestern und die Familie des Bürgermeisters, in das Schloss Dirschel gejagt, welches zu einem Lager ausgebaut wurde. Auf teils engsten Raum verbreiteten sich mehrere Krankheiten, wodurch zahlreiche Dorfbewohner ums Leben kamen. Am 24. Juli 1946 wurde die deutsche Bevölkerung des Ortes vertrieben. 1950 wurde Dzierżysław der Woiwodschaft Oppeln zugeteilt. 1960 wurde das Schloss Dirschel abgerissen. 1999 wurde es Teil des wiedergegründeten Powiat Głubczycki. 2007 wurde bei Dzierżysław zahlreiche Artefakte aus der Zeit des Magdalénien gefunden.

## Sehenswürdigkeiten

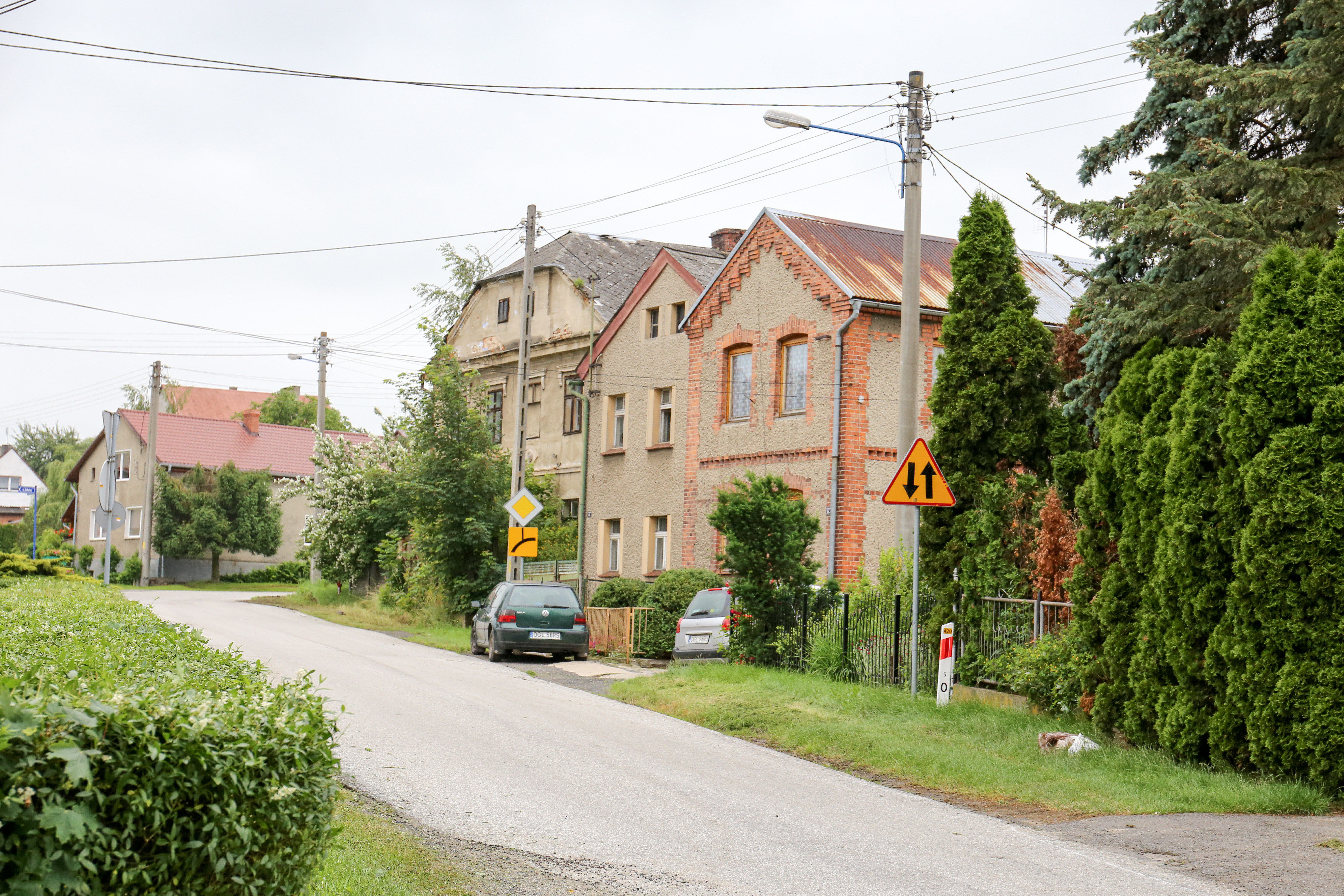
Ortsbild

- Die römisch-katholische Bartholomäuskirche (poln. Kościół św. Bartłomieja) wurde 1483 erstmals erwähnt. Erbaut wurde die Kirche im 15. Jahrhundert. Im 18. Jahrhundert wurde die Kirche ausgebaut.[9] Zu Beginn des 20. Jahrhunderts entstanden erste Pläne zur Erweiterung des Gotteshauses. Nachdem die Gemeindemitgliederzahl in den 1920er Jahren stark anstieg, entschied man sich für eine Erweiterung. Zwischen 1932 und 1936 wurde das Langhaus teilweise abgerissen und erweitert. Noch zwischen 1942 und 1945 wurde das Innere der Kirche mit neuen Kunstwerken versehen. Bei Kampfhandlungen im Frühjahr 1945 wurde das rechte Seitenschiff durch einen Bombentreffer zerstört. Dabei ging die Pietà verloren. Der Kirchenbau steht seit 1966 unter Denkmalschutz.[10]
- Marienkapelle – ehemaliges Gefallenendenkmal
- Steinernes Wegekreuz
- Hölzerne Wegekreuze

## Vereine
- Freiwillige Feuerwehr OSP Dzierżysław
- Fußballverein LZS Orzeł Dzierżysław

## Söhne und Töchter des Ortes
- Angela Zigahl (1885–nach 1933), deutsche Lehrerin und Politiker